# چیو هایتائو
چیو هایتائو (انگلیسی: Qiu Haitao؛ زادهٔ ۱۵ اوت ۱۹۷۳) بازیکن سافت‌بال زن اهل چین بود. در بازی‌های المپیک تابستانی ۲۰۰۰ شرکت کرده‌است.